# Los hijos artificiales
Los hijos artificiales es una película en blanco y negro de Argentina dirigida por Antonio Momplet sobre su propio guion según una obra teatral que se estrenó el 9 de junio de 1943 y que tuvo como protagonistas a Felisa Mary, Pedro Quartucci, Malisa Zini y Francisco Álvarez.

## Obra en que se basó el guion
Las fuentes difieren respecto a la autoría de la obra teatral sobre la que realizó Antonio Momplet su guion. En Internet Movie Data Base (enlace roto disponible en Internet Archive; véase el historial, la primera versión y la última). se dice que se trató de la obra teatral Los hijos artificiales de Joaquín Abati y Federico Reparaz y, por otra parte, tanto Joaquim Romaguera i Ramió como Manrupe y Portela dicen que era sobre la obra Los hijos artificiales de Schaen Lhan.
La edición de Teatro Mundial (Editorial Maucci - Barcelona) en la segunda década del siglo XX, señala como autores de Los hijos artificiales (quienes autorizaron la edición) a Joaquín Abatí y Federico Reparaz "escrito sobre el pensamiento de una obra alemana".[cita requerida] En la versión del cine argentino explícitamente consta que la adaptación cinematográfica es de Homero Manzi, tomada de la obra homónima de Abati y Reparaz. 
A su vez, varias fuentes erróneas de internet afirman que está basada en la obra teatral de Reparaz Lluvia de hijos (de la que existe una versión fílmica con ese nombre dirigida por Fernando Delgado de Lara en 1947), pero esto es debido a una confusión al darse por hecho que ambas obras, de título similar pero argumento totalmente diferente, son la misma. Lluvia de hijos fue publicada indicándose que estaba basada en la obra Baby mine de Margaret Mayo pero también se publicó en 1915 por la Sociedad de Autores Españoles una obra Lluvia de hijos (ASIN: B00DVXGFC0) indicándose como autora a Margarita Mayo. y en 1916 por La Novela Cómica indicándose como autor a Reparaz (ASIN: B00525R9SO)y en su estreno de 1939 se indica que es una versión de Reparaz de la obra de Margarita Mayo.

## Sinopsis
Para disimular sus escapadas un juez de paz de vida disipada simula tener un hijo extramatrimonial pero cuando el joven aparece en su pueblo complica las cosas.

## Reparto
- Isabel Figlioli
- Felisa Mary .... Rafaela
- Sara Olmos ... Cora Coral
- Raimundo Pastore ... Sebastián Pinos
- Pedro Quartucci ... Fernando Ruíz
- María Santos ... Catalina
- Alberto Terrones ... Coronel Baltasar Ruíz
- Malisa Zini ... Ángela Mosquera
- Marcos Zucker ... Tobías
- Francisco Álvarez ... Roque Mosquera / Epaminondas López
- Adrián Cúneo ... René
- Mecha López ... Sra de Ribabona
- Iris Portillo ... China

## Comentarios
Calki escribió:

”versión de una pieza reidera… lo menos que se puede pedir a un vodevil es que haga reír …adaptación hecha sin esfuerzo.”

Manrupe y Portela opinan:

”a partir de un asunto inverosímil una comedia aburrida repetida y estática, filmada a las apuradas y demasiado dependiente de su protagonista.”